# Miss Islas Vírgenes de los Estados Unidos
Miss Islas Vírgenes de los Estados Unidos (en inglés: Miss US Virgin Islands) es un concurso de belleza nacional en las Islas Vírgenes de los Estados Unidos. Se encarga de seleccionar a la representante del país para el concurso Miss Universo.

## Ganadoras
: Declarada como ganadora
     : Terminó como finalista
     : Terminó como una de las semifinalistas o cuartofinalistas
     : Terminó como ganadora de premios especiales
| Año                           | Miss Islas Vírgenes de los Estados Unidos | Posición en Miss Universo | Premios especiales                     | Notas |
| ----------------------------- | ----------------------------------------- | ------------------------- | -------------------------------------- | --- |
| 2024                          | Stephany Andujar                          | No clasificó              |                                        | |
| No compitió entre 2020 y 2023 |                                           |                           |                                        | |
| 2019                          | Andrea Piecuch                            | No clasificó              |                                        | |
| 2018                          | Aniska Tonge                              | No clasificó              |                                        | |
| 2017                          | Esonica Veira                             | No clasificó              |                                        | Dirección de Lulu Orange Tyson.                                                                                     |
| 2016                          | Carolyn Carter                            | No clasificó              |                                        | Dirección de Tom Youth de US Ventures LLC.                                                                          |
| No compitió entre 2012 y 2015 |                                           |                           |                                        | |
| 2011                          | Alexandrya Evans                          | No clasificó              |                                        | |
| 2010                          | Janeisha John                             | No clasificó              |                                        | |
| No compitió entre 2008 y 2009 |                                           |                           |                                        | |
| 2007                          | Renata Christian                          | No clasificó              |                                        | |
| 2006                          | JeT’aime Cerge Grant                      | No clasificó              |                                        | |
| 2005                          | Tricia Homer                              | No clasificó              | - Miss Simpatía                        | |
| No compitió entre 2003 y 2004 |                                           |                           |                                        | |
| 2002                          | Merlisa Rhonda George                     | No clasificó              | - Miss Simpatía                        | |
| 2001                          | Lisa Hasseba Wynne                        | No clasificó              |                                        | |
| 2000                          | No compitió                               | No compitió               | No compitió                            | No compitió |
| 1999                          | Sherece Shurmain Smith                    | No clasificó              |                                        | |
| 1998                          | Leah Webster                              | No clasificó              |                                        | |
| 1997                          | Vania Thomas                              | No clasificó              |                                        | |
| 1996                          | No compitió                               | No compitió               | No compitió                            | No compitió |
| 1995                          | Kim Marie Ann Boschulte                   | No clasificó              |                                        | |
| 1994                          | No compitió                               | No compitió               | No compitió                            | No compitió |
| 1993                          | Sheryl Simpson                            | No clasificó              |                                        | |
| 1992                          | Cathy-Mae Sitaram                         | No clasificó              |                                        | |
| 1991                          | Monique Lindesay                          | No clasificó              | - Miss Simpatía                        | |
| 1990                          | No compitió                               | No compitió               | No compitió                            | No compitió |
| 1989                          | Nathalie Lynch                            | No clasificó              |                                        | |
| 1988                          | Heather Carty                             | No clasificó              |                                        | |
| 1987                          | Feliza Ramone Bencosme                    | No clasificó              |                                        | |
| 1986                          | Jasmine Olivia Turner                     | No clasificó              |                                        | |
| 1985                          | Mudite Alda Henderson                     | No clasificó              |                                        | |
| 1984                          | Patricia Maria Graham                     | No clasificó              |                                        | |
| 1983                          | Julie Elizabeth Woods                     | No clasificó              | - Mejor traje nacional (1.ª finalista) | |
| 1982                          | Ingerborg Hendricks                       | No clasificó              |                                        | |
| 1981                          | Marise Cecile James                       | No clasificó              |                                        | |
| 1980                          | Deborah Velisa Mardenborough              | No clasificó              |                                        | |
| 1979                          | Linda Torres                              | No clasificó              |                                        | |
| Miss Islas Vírgenes           |                                           |                           |                                        | |
| 1978                          | Barbara Henderson                         | No clasificó              |                                        | |
| 1977                          | Denise Naomi George                       | No clasificó              |                                        | |
| 1976                          | Lorraine Patricia Baa                     | No clasificó              |                                        | |
| 1975                          | Julia Florencia Wallace                   | No clasificó              |                                        | |
| 1974                          | Thelma Yvonne Santiago                    | No clasificó              |                                        | |
| 1973                          | Cindy Richards                            | No clasificó              |                                        | |
| 1972                          | Carol Krieger                             | No clasificó              |                                        | |
| 1971                          | Cherrie Raphaelia Creque                  | Top 12                    |                                        | |
| 1971                          | Utta Williams                             | No compitió               | No compitió                            | Utta tenía previsto competir en Miss Universo pero se retiró. Su finalista, Cherrie Raphaelia Creque, la reemplazó. |
| No compitió entre 1969 y 1970 |                                           |                           |                                        | |
| 1968                          | Elodie Sadie Sargeant                     | No clasificó              |                                        | |
| 1967                          | Gail Garrison                             | No clasificó              |                                        | |
| No compitió entre 1963 y 1966 |                                           |                           |                                        | |
| 1962                          | Juanita Monell Poblete                    | No clasificó              |                                        | |
| 1961                          | Priscila Bonilla                          | No clasificó              |                                        | |